# Marmorizzazione

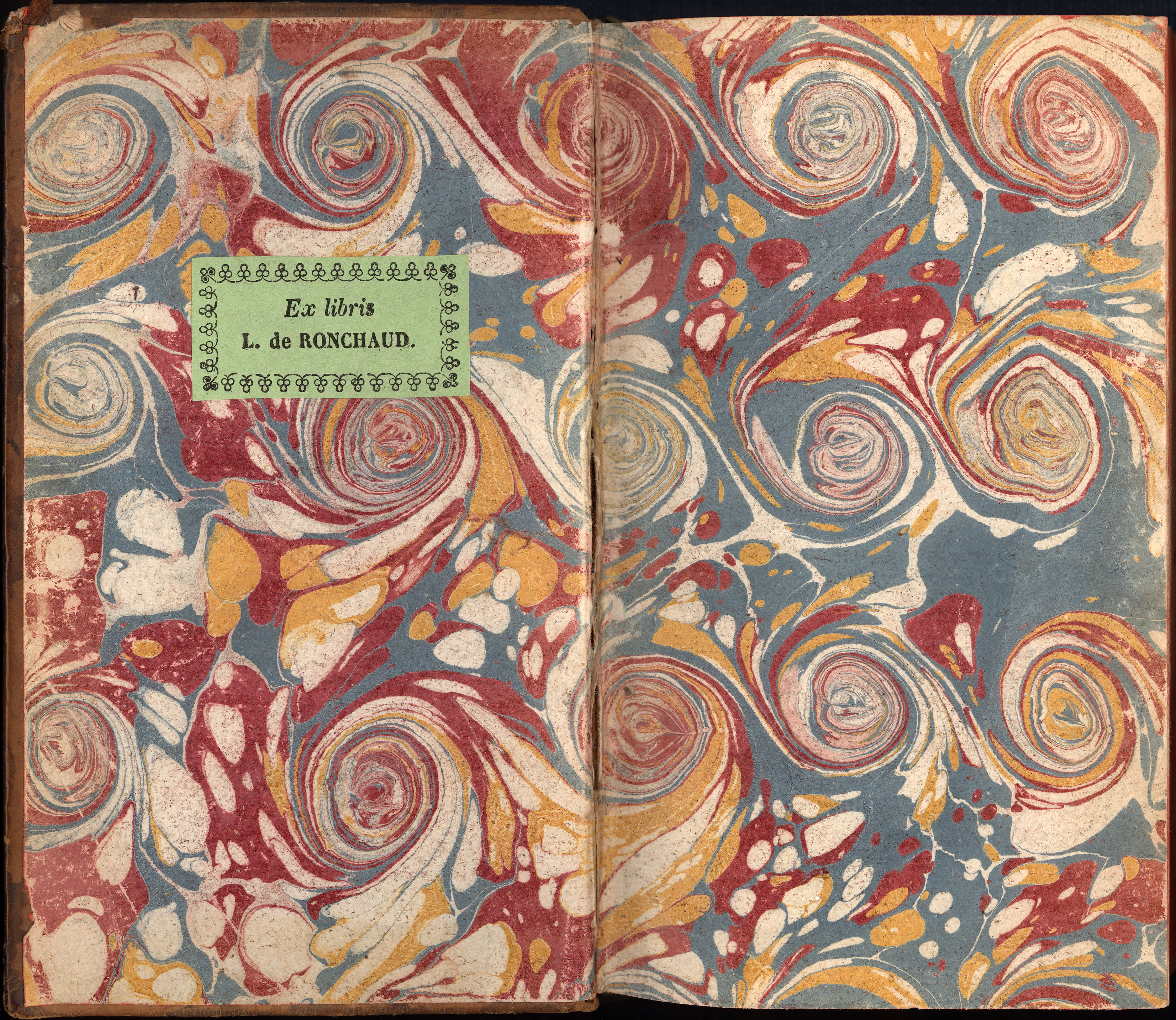
Marmorizzazione del 1735

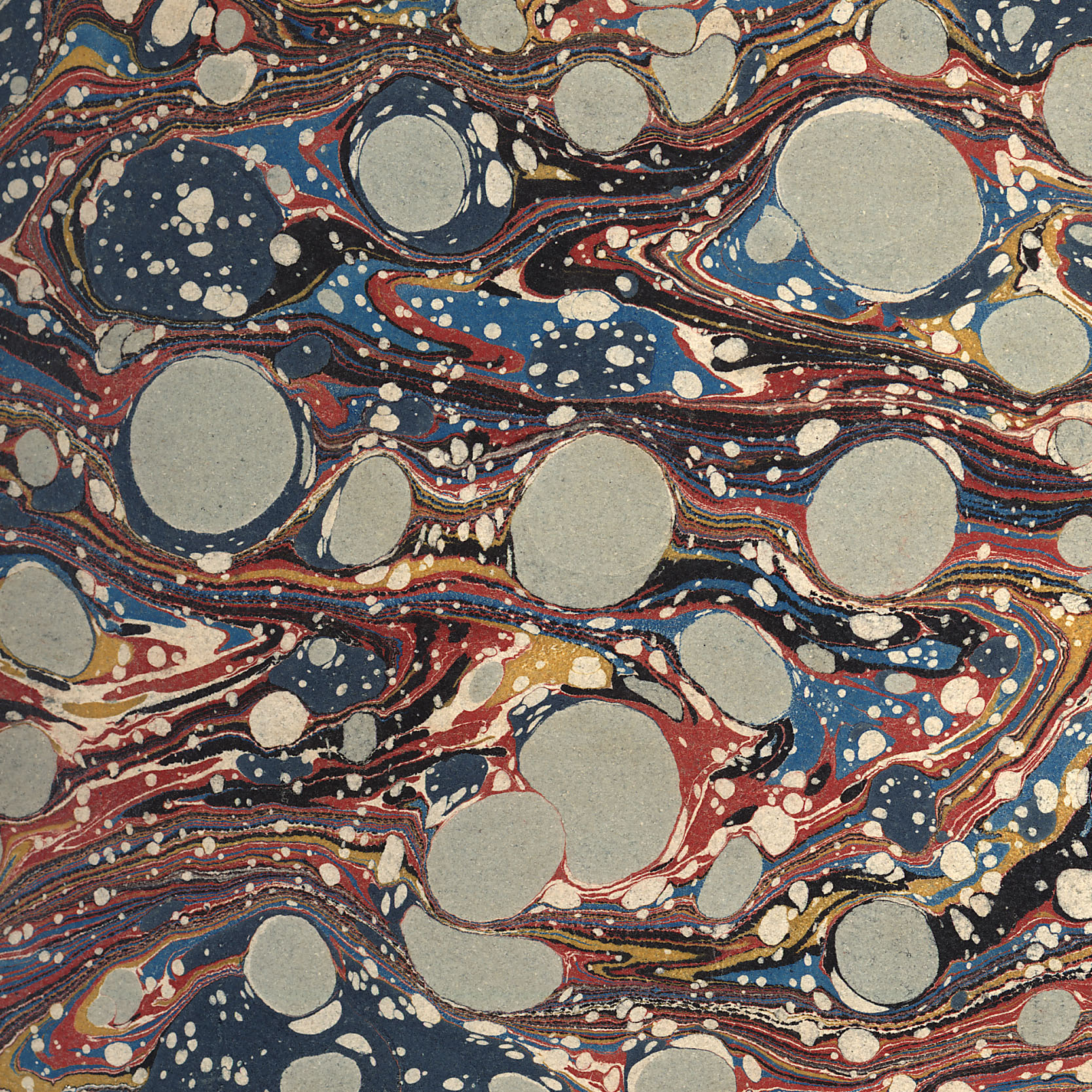
Marmorizzazione del 1830

La marmorizzazione è una tecnica di decorazione cromatica su carta che in alcuni motivi imita, riproducendone le chiazzature di colore, una superficie di marmo.
Consiste nel porre un foglio di carta sulla superficie di un bagno appositamente preparato sul quale galleggiano i colori disposti dall'artigiano per formare il motivo ed è resa possibile grazie alle proprietà dei colori di galleggiare e di dilatarsi sul liquido di base contenuto in una vaschetta.
I liquidi utilizzati come bagno (che formano lo specchio per la creazione della tavolozza cromatica) sono soluzioni acquose rese leggermente viscose da gomme naturali solubili, da estratti della cellulosa o di alghe marine;  mentre i colori utilizzati sono sia colori all'acqua che colori ad olio diluiti in trementina e bile di fegato bovino o suino.
L'olio e la trementina risultano per la loro natura insolubili in acqua e costituiscono la sostanza da veicolare sulla superficie del foglio da marmorizzare, mentre la bile ha una funzione tensioattiva, ovvero permette di rompere parzialmente la tensione superficiale del bagno.
I colori appositamente preparati vengono deposti sulla superficie bagno con schemi e disegni ordinati dall'artigiano. Solitamente si opera deponendo delle gocce o delle colature sottili e continue. Successivamente queste gocce, o fili di colore, possono essere "tirate" utilizzando delle sottili assicelle sulle quali sono infissi chiodi a intervalli regolari, simili a grossi pettini, che vanno a intercettare i colori deposti sul bagno e dandogli la forma desiderata, tipicamente il decoro a coda di pavone.
A questo punto non rimane che deporre il foglio da decorare sulla superficie, avendo cura di farvi planare il foglio in tutte le sue parti e di ritirarlo subito non appena questo mostra i segni dell'acqua che vi penetra (cioè quasi subito). Si pone poi ad asciugare per il tempo necessario.

È anche possibile immergere per pochi secondi un oggetto (es. un bicchiere, una sfera di polistirolo, ecc.) nel composto, e ritirarlo subito non appena si è creato l'effetto marmorizzato.
Comunemente, i prodotti realizzati con questa tecnica sono conosciuti come «marmorizzati»: la tecnica stessa, che tende all'imitazione delle forme e dei colori presenti in natura, ha antichissime origini che seguono l'origine stessa della invenzione e diffusione della carta. Una storia che muove i suoi passi dalla Cina ed il Giappone per poi passare dalle Indie fino alla Persia da cui viaggiatori illustri importarono i primi esempi in Europa nel XVII secolo. La sua diffusione in Europa è avvenuta attraverso l'impiego delle carte decorate con questa tecnica nella rilegatura del libro, dove hanno adornato per quattro secoli le fodere delle copertine (guardie, risguardi) e i piatti (esterno).